# TESS
TESS (англ. Transiting Exoplanet Survey Satellite) — космический телескоп, предназначенный для открытия экзопланет транзитным методом, разработан Массачусетским технологическим институтом в рамках Малой исследовательской программы НАСА.
Телескоп был запущен 18 апреля 2018 года на ракете-носителе Falcon 9 и будет проводить, в течение двух лет, всесезонные исследования с целью более подробного изучения ранее открытых и обнаружения ранее неизвестных экзопланет на орбитах вокруг ярких звёзд.
Стоимость проекта оценивается в 378 млн долларов.

## Цели миссии

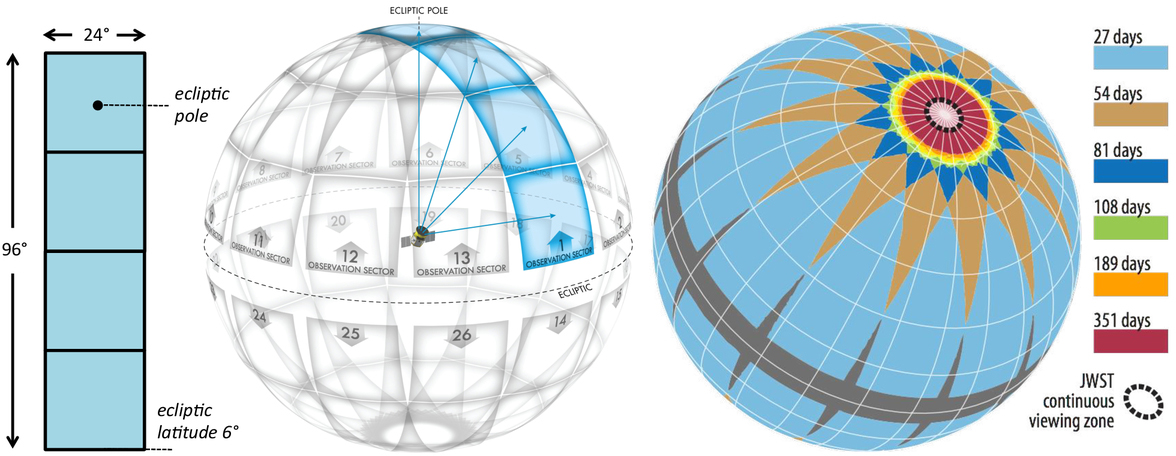
Секторы обзора TESS и время их обзора, от 27 до 351 суток

Основная цель миссии состоит в нахождении каменистых экзопланет, попадающих в обитаемую зону и удалённых от Земли не более чем на 200 световых лет («Кеплер», несмотря на то, что открыл более 2600 экзопланет, проводил исследования объектов на удалении до 3000 световых лет, вследствие чего тусклость большинства открытых им миров не позволяет даже самым современным наземным телескопам измерить их радиальную скорость).
Предполагается, что TESS откроет более 20 тысяч транзитных экзопланет, из которых 500-1000 будут планетами земного и суперземного типов с орбитальными периодами до 10 месяцев. Для этого будут исследованы ближайшие к Земле 500 тысяч звёзд спектральных классов G, K и M ярче 12 величины и около 1000 ближайших красных карликов, разбросанных по всему звёздному небу. В отличие от «Кеплера», исследования которого были ограничены небольшой областью небесной сферы, площадь покрытия увеличится более чем в 400 раз.
Предполагается, что TESS откроет 70 планет в обитаемой зоне, все из которых будут вращаться вокруг красных карликов, а 11 из этих 70 будут иметь радиус не более 2 радиусов Земли. Хотя космический телескоп откроет не только экзопланеты земного типа, но и газовые гиганты.
Данные, полученные TESS, будут использованы для последующих более детальных исследований спектрометром ESPRESSO на VLT, телескопом Джеймса Уэбба, а также другими крупными наземными и космическими телескопами, которые планируется построить в будущем.

## Научное оборудование
Спутник оснащён четырьмя телескопами, каждый из них — широкоугольный рефрактор с полем зрения 24°×24° и объективом апертурой 10 см.
Каждый из четырёх телескопов оснащён фотокамерой с ПЗС-матрицей в 16,8 мегапикселей (с суммарным количеством 67,2 мегапикселей для всех камер), работающей в спектральном диапазоне от 600 до 1000 нм.
Данные наблюдения будут обрабатываться и храниться в течение трёх месяцев на борту аппарата, на Землю планируется передавать только данные, представляющие научный интерес. Три месяца хранения позволят обнаруживать транзиентные явления (например, гамма-всплески).

## История проекта
В сентябре 2011 года было объявлено, что TESS остаётся среди 11 рассматриваемых проектов после сокращения начального списка из 22 представленных проектов в феврале 2011 года. Проект TESS получил 1 миллион долларов на проведение 11-месячной разработки концепции исследований.
В начале апреля 2013, после детального изучения концепций предложенных проектов НАСА выбрала два из предложенных проектов в рамках Исследовательских миссий: TESS и NICER. НАСА выделило около 200 млн долларов на миссию TESS, плановая дата запуска — 2018 год..
Google предоставила[когда?]

 стартовый капитал для разработки бортовых телескопов и приёмников оптического излучения.

### Запуск

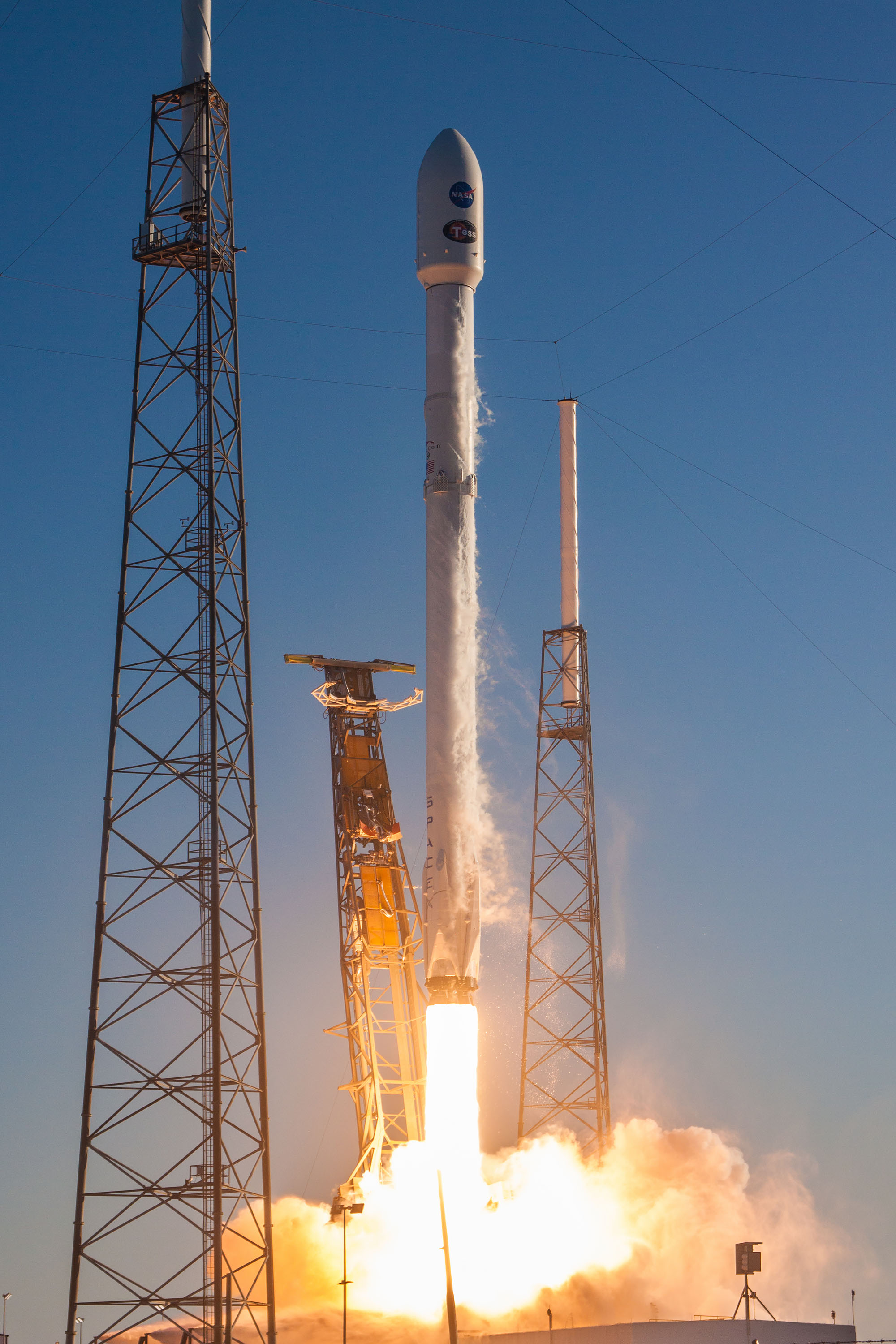
Старт Falcon 9 с аппаратом TESS

Первоначально запустить TESS планировалось 16 апреля 2018 года, однако запуск был отложен по причине дополнительных проверок системы управления навигацией. Запуск произведён 18 апреля 2018 года в 22:51 по Гринвичу ракетой Falcon 9 компании SpaceX. Аппарат успешно отделился от ракеты-носителя.

### Номинальный срок работы (июнь 2018 года — июнь 2020)
В конце июля 2018 года, после трех месяцев орбитальных манёвров и тестирования оборудования, телескоп приступит к выполнению своей научной программы.
- 18 мая 2018 года TESS сделал первый снимок — одна из четырех камер сделала тестовый снимок 200 тыс звезд. По завершении тестирования оборудования, снимки TESS будут охватывать участок неба в 400 раз превосходящий тестовый.
- 11 июля 2018 года TESS достиг орбиты, с которой будет проводить исследования[11].
- 25 июля 2018 года начат сбор научных данных[12].

## Научные результаты
- В конце сентября 2018 года группа астрономов во главе с Челси Хуангом (Chelsea Huang) из Массачусетского технологического института (МИТ) сообщила о первой обнаруженной телескопом экзопланете. Открытие было сделано при анализе данных, собранных телескопом в период с 25 июля по 22 августа 2018 года, не является ложным сигналом или возможным затмением звезды другой звездой и в дальнейшем получило подтверждение на основании данных с наземных телескопов. Новооткрытая экзопланета Пи Столовой Горы c находится в системе яркой звезды Пи Столовой Горы (π Mensae), относящейся к классу жёлтых карликов и находящейся на расстоянии около 60 световых лет от Земли[13].
- 29 июля 2019 года в журнале Nature Astronomy вышла статья, из которой следует, что TESS открыл у красного карлика TOI-270, удаленного от Земли на 73 световых года и находящегося в созвездии Золотой Рыбы, три планеты на небольшом удалении от своей звезды. «Звезда TOI-270 отличается очень спокойным характером. Это заметно упрощает последующие поиски возможных следов жизни на её планетах и их спутниках. Вдобавок, все эти миры синхронизированы друг с другом, что упростит поиски других, более землеподобных планет, если они есть в этой системе». Обнаруженные планеты по размеру превышают Землю и другие внутренние планеты, но меньше газовых гигантов, таких как Юпитер и Нептун. Ближняя к звезде планета, чья масса примерно в два раза больше, чем у Земли, относится к числу «суперземель», а два её более крупных соседа – к «мининептунам»[14][15].
- 31 июля 2019 года астрономы сообщили об открытии у звезды GJ 357 нескольких планет, одна из которых находится в пределах внешней границы зоны обитаемости. GJ 357 — карлик М-типа с массой и размером в 1/3 солнечного и холоднее нашей звезды на 40 %, расположен в удалении от Земли на 31 световой год в созвездии Гидры. Экзопланета, получившая название GJ 357 d получает столько же энергии, сколько Марс от Солнца. Год длится на планете 55,7 земных суток, а ее расстояние до своей звезды составляет 20 % от Земного. Размер и масса планеты точно неизвестны. Предполагается, что она примерно в два раза больше Земли и по меньшей мере в шесть раз тяжелее.  Учёные рассчитывают в дальнейшем изучить планету более подробно[16][17].
- 7 января 2020 года пресс-служба Центра космических полетов НАСА им. Годдарда сообщила об открытии телескопом TESS землеподобной планеты TOI-700 d у красного карлика TOI-700 в созвездии Золотой Рыбы, потенциально пригодной для жизни и удаленной от Земли на 100 световых лет. Дополнительные наблюдения обсерватории «Спитцер» подтвердили нахождение планеты в так называемой «обитаемой зоне». Как отмечают исследователи, планета TOI-700 d в целом похожа на другие землеподобные миры, открытые в последние годы. В частности, она вращается вокруг красного карлика, чьи масса и размеры примерно в два раза меньше, чем у Солнца. За 11 месяцев наблюдений астрономы не зафиксировали ни одной вспышки на поверхности этой звезды, что характерно для других звезд, у которых были найдены похожие миры. Это значительно повышает вероятность существования жизни на ее поверхности. Как предполагают ученые, по своему климату и условиям на поверхности планета TOI-700 d больше напоминает ранний Марс, чем Землю. Ее атмосфера, как показывает предварительный анализ спектра, должна почти полностью состоять из углекислоты, а поверхность этого двойника Земли получает чуть меньше энергии от светила (86%), чем Земля. Главным препятствием для существования жизни на её поверхности, по мнению учёных НАСА, может быть то, что эта планета всегда «смотрит» одной и той же стороной на звезду. Это может резко повысить температуру на её освещаемой стороне, а также непредсказуемым образом повлиять на характер движения ветров в атмосфере[18][19].
- 11 августа 2020 года пресс-служба Центра космических полетов NASA имени Годдарда сообщила о решении телескопом TESS всех задач, поставленных в рамках основной миссии, который составил детальную карту 75% ночного неба и открыл несколько десятков экзопланет (66 подтвержденных и более двух тысяч кандидатов на эту роль)[20][21].
- 20 января 2022 года руководители научной программы TESS из Института астрофизики и космических исследований Кавли Массачусетского технологического института подвели текущие промежуточные итоги работы. Число найденных кандидатов в экзопланеты составило 5210 штук, из них 177 уже подтверждено данными наблюдений наземных телескопов. Для сравнения — телескоп «Кеплер» за первые три года своей работы открыл немногим более 3600 кандидатов в экзопланеты[22]. Кроме того, TESS помог открыть три экзокометы в системе молодой звезды Беты Живописца, шесть взрывов сверхновых типа Ia в далеких галактиках и зафиксировал вспышку от разрушения звезды сверхмассивной черной дырой[23].
- 27 апреля 2022 года группа астрономов во главе с Рафаэлем Луке из Чикагского университета сообщила об открытии двух скалистых экзопланет у яркого красного карлика HD 260655, который находится в 32,6 светового года от Солнца. Это третья открытая ближайшая к Солнцу система, содержащая М-карлик и несколько планет, которые периодически проходят по диску звезды. Ближайшая к звезде экзопланета HD 260655 b характеризуется радиусом 1,24 радиуса Земли, массой 2,14 массы Земли и равновесной температурой в 709 К. Радиус экзопланеты HD 260655 c составляет 1,53 радиуса Земли, масса — 3,09 массы Земли, равновесная температура — в 557 К. Ожидается, что в будущем наблюдать новооткрытые объекты будет космический телескоп «Джеймс Уэбб», который поищет у них атмосферы. Открытие также подтверждено методом радиальных скоростей при помощи приёмников HIRES и CARMENES, установленных на наземных телескопах[24].
- 8 июля 2022 года международная команда астрономов во главе с Соленой Ульмер-Молл из Женевской обсерватории сообщила в публикации на arXiv.org об открытии двух гигантских теплых экзопланет размером с Юпитер. Первая из них получила название NGTS-20b (TOI-5152b), ее масса составляет 2,98 массы Юпитера, радиус — 1,07 радиуса Юпитера, а равновесная температура — 688 К. Планета за 54,19 дня обращается вокруг звезды класса G1, масса которой равна 1,47 массы Солнца, радиус — 1,78 радиуса Солнца, а расстояние до Солнца — около 1200 световых лет. Вторую планету назвали TOI-5153b, она имеет массу 3,26 массы Юпитера и радиус 1,06 радиуса Юпитера, ее равновесная температура равна 906 К. Она обращается за 20,33 дня вокруг звезды класса F8, которая находится на расстоянии около 1270 световых лет от Солнца и обладает массой 1,24 массы Солнца и радиусом 1,4 радиуса Солнца. Обе экзопланеты имеют в своем составе металлы, содержание которых соответствует моделям газовых гигантов[25].
- 12 августа 2022 года международная команда ученых из Университета Монреаля объявила об открытии экзопланеты TOI-1452 b, которая вращается вокруг двойной системы небольших звёзд в созвездии Дракона на расстоянии 100 световых лет от Земли и, предположительно на 67% больше Земли по диаметру и, по одной из моделей, окружена водной оболочкой, составляющей около 22% массы планеты. TOI-1452 b получает от своей звезды примерно столько же энергии, сколько Венера в Солнечной системе. Эта планета может стать хорошим кандидатом для дальнейшего наблюдения с помощью космического телескопа «Джеймс Уэбб», который сможет изучить её атмосферу [26].

#### Первый год работы Основной миссии (25 июля 2018 — 18 июля 2019)
Официально научная программа телескопа началась 25 июля 2018 года. 18 июля 2019 года телескоп завершил сканирование южного неба, пронаблюдав 13 секторов, размером 24 на 96 градусов каждый, на каждый из которых затрачивалось по 27 дней. В общей сложности за первый год работы телескопа каждая из ПЗС-матриц TESS сделала 15347 снимков; общий объем данных превышает 20 терабайт.
25 июля 2019 года астрономы подвели итоги работы космического телескопа TESS за первый год, в ходе которого он закончил обзор южной половины неба. Телескоп смог обнаружить более 850 кандидатов в экзопланеты, из которых 21 был подтвержден, шесть сверхновых, три экзокометы и пронаблюдать множество других объектов, таких как вспышки звезд и малые тела Солнечной системы.

#### Второй год работы Основной миссии (18 июля 2019 — июль 2020)
До июля 2020 года TESS будет заниматься наблюдениями участков в северной части небесной сферы, в итоге в поле зрения камер телескопа попадут три четверти неба.
В конце марта 2021 года астрономы подвели итоги основной научной программы телескопа TESS. За два года он отыскал 2241 кандидата в экзопланеты, из которых около 120 уже подтверждено. Среди них мининептуны, суперземли, голые ядра планет, объекты в системах белых карликов, которые идеально подходят для подробного изучения, в том числе поисков атмосфер.

#### Расширенная миссия (август 2020 — сентябрь 2022)
В рамках расширенной миссии TESS сначала повторно изучит южную половину небесной сферы, а затем попытается впервые обнаружить планеты у звезд, на которые мы смотрим через плоскость Солнечной системы с целью попытаться найти аналоги Земли у других звезд и понять, как часто на их поверхности возникает жизнь. Вторая расширенная миссия охватывает последующие 3 года.